# David Worrall
David Richard Worrall (* 12. Juni 1990 in Manchester) ist ein englischer Fußballspieler. Seit Sommer 2010 steht der Mittelfeldspieler beim englischen Football-League-Two-Vertreter FC Bury unter Vertrag.

## Karriere
Nachdem Worrall bereits in der Jugendmannschaft des FC Bury gespielt hatte, kam er am 18. November 2006 zu seinem Debüt in der Profimannschaft des Vereins, als er im Spiel gegen Bristol Rovers in der 81. Minute eingewechselt wurde. Bereits zum 30. März 2007 sicherte sich der damalige englische Zweitligist West Bromwich Albion die Dienste des Mittelfeldspielers und lockte ihn in seine Jugendabteilung. Schon im Juli darauf erhielt Worrall einen Profivertrag. In der Saison 2007/08 kam er meist für das Reserveteam zum Einsatz. Sein Debüt für die Baggies  gab er am 30. März 2008 während des League Cups gegen AFC Bournemouth. Warrell wurde beim 1:0-Erfolg 15 Minuten vor Schluss eingewechselt. Am Ende der Spielzeit erreichte man den ersten Platz in der Football League Championship und somit den Aufstieg in die Premier League. Allerdings kam der Mittelfeldspieler zu keinem Einsatz im Ligaspielbetrieb.
Im August 2008 wurde Worrall für einen Monat an Accrington Stanley ausgeliehen, wo er Spielpraxis sammeln sollte. Im Februar 2009 wurde er zusammen mit Luke Daniels an Shrewsbury Town verliehen, ehe Worrall im Sommer 2009 an seinen früheren Klub FC Bury erneut ausgeliehen wurde. Endlich kam er öfter zum Zug und stand zum Teil auch in der Startformation. Im Januar 2010 wurde bekannt, dass der Mittelfeldspieler ohne Ablöse zum FC Bury wechselt und dort einen Vertrag bis 2012 unterschrieben hat.

## Erfolge
- Gewinn der Football League Championship mit West Bromwich Albion: 2008 (ohne Einsatz in der Liga)